# Копцьовиці
Копцьовиці (пол. Kopciowice) — село в Польщі, у гміні Холм-Шльонський Берунсько-Лендзінського повіту Сілезького воєводства.
У 1975-1998 роках село належало до Катовицького воєводства.